# NGC 4898/2
NGC 4898/2 је елиптична галаксија у сазвежђу Береникина коса која се налази на NGC листи објеката дубоког неба.
Деклинација објекта је + 27° 57' 20" а ректасцензија 13h 0m 18,2s. Привидна величина (магнитуда) објекта NGC 4898 износи 13,6 а фотографска магнитуда 14,6. NGC 48982 је још познат и под ознакама RB 94, DRCG 27-120, PGC 44741.